# سرو فرمزی
سرو فرمزی (نام علمی: Chamaecyparis formosensis) نام یک گونه از سرده شبه‌سرو است.